# Спортивна гімнастика на літніх Олімпійських іграх 2000 — кільця (чоловіки)
Фінал змагань у вправах на кільцях у рамках турніру зі спортивної гімнастики на літніх Олімпійських іграх 2000 року відбувся 24 вересня 2000 року.

## Призери
| Золото                       | Срібло                     | Бронза                   |
| Сильвестр Чоллань · Угорщина | Демосфен Тампакос · Греція | Йордан Йовчев · Болгарія |

### Фінал
| Місце | Гімнаст                 | Результат |
| ----- | ----------------------- | --------- |
|       | Сильвестр Чоллань (HUN) | 9.850     |
|       | Демосфен Тампакос (GRE) | 9.762     |
|       | Йордан Йовчев (BUL)     | 9.737     |
| 4     | Ян Вей (CHN)            | 9.712     |
| 5     | Іван Іванков (BLR)      | 9.700     |
| 6     | Маріус Тоба (GER)       | 9.675     |
| 7     | Норімаса Іваі (JPN)     | 9.662     |
| 8     | Роман Зозуля (UKR)      | 9.637     |